# محمد الخيبري (لاعب كرة قدم مواليد 1996)
محمد الخيبري (مواليد 17 أغسطس 1996) هو لاعب كرة قدم سعودي.

## مسيرة اللاعب
لعب في نادي أحد ونادي المجزل ونادي الذهب ونادي الحجاز.